# Spoorlijn Perpignan - Villefranche-Vernet-les-Bains
De spoorlijn Perpignan - Villefranche-Vernet-les-Bains is een Franse spoorlijn van Perpignan naar Fuilla. De lijn is 45,7 km lang en heeft als lijnnummer 679 000.

## Geschiedenis
De lijn werd in gedeeltes geopend door de Compagnie du chemin de fer de Perpignan à Prades, van Perpignan naar Ille-sur-Têt op 10 december 1868, van Ille-sur-Têt naar Bouleternère op 15 maart 1870, van Bouleternère naar Prades-Molitg-les-Bains op 3 januari 1877. Nadat de concessie in 1881 naar de Administration des chemins de fer de l'État en in 1884 naar de Compagnie des Chemins de fer du Midi overging opende deze op 2 juni 1895 het gedeelte tussen Prades-Molitg-les-Bains en Villefranche-Vernet-les-Bains.
Na een ernstig ongeval op overweg 25 met een schoolbus op 14 december 2017 waarbij 6 doden vielen, werd de betreffende overweg gesloten voor alle verkeer gedurende twee jaar. Na opheffing van de sluiting werd de heropening gepland voor maart 2020, echter door de Covid-epidemie werd de heropening tussen Toulouges en Ille-sur-Têt uitgesteld tot 21 mei 2020. Tussen Ille-sur-Têt en Prades ging de lijn op 31 augustus 2020 weer open en tussen Prades en Villefranche-Vernet-les-Bains op 16 november 2020.

## Treindiensten
De SNCF verzorgt het personenvervoer op dit traject met TGV en TER treinen.
| Serie      | Treinsoort | Route | Bijzonderheden |
| ---------- | ---------- | --- | -------------- |
| TGV 9700   | TGV (SNCF) | Paris-Lyon – Valence-Rhône-Alpes-Sud TGV – [ Nîmes – Montpellier-Saint-Roch – ] / [ Nîmes-Pont-du-Gard – Montpellier-Sud-de-France – ] Sète – Agde – Béziers – Narbonne – Perpignan – Figueres-Vilafant – Girona – Barcelona Sants |                |
| TER 876650 | TER (SNCF) | Perpignan – Villefranche - Vernet-les-Bains |                |

## Aansluitingen
In de volgende plaatsen is of was er een aansluiting op de volgende spoorlijnen:
Perpignan
RFN 677 000, spoorlijn tussen Narbonne en Port-Bou (grens)
RFN 679 305, raccordement TGV du Soler
RFN 679 606, stamlijn Grand-Saint-Charles-en-Roussillon
lijn tussen Perpignan en Le Barcarès
lijn tussen Perpignan en Thuir